# Natalia Sats
Natalia Ilínichna Sats, a veces transcrito como Natalia Satz, y en ruso: Наталия Ильинична Сац (Irkutsk, 27 de agosto de 1903, Moscú, 18 de diciembre de 1993) fue una directora rusa de teatro que realizó teatro para los niños durante muchos años, incluyendo el Teatro Musical de Moscú para los niños, que lleva su nombre. En 1937, fue víctima de la represión política en la Unión Soviética, pero fue rehabilitada en 1953.

## Biografía
Sats nació en Irkutsk, Rusia Imperial, donde su padre, Iliá Sats, se encontraba en exilio político. Iliá Sats, compositor, creció en una familia judía. Era amigo y protegido de León Tolstói. La madre de Natalia, Anna Sats de soltera Shchastnaya, era hija de un general de Ucrania, dejó el hogar familiar siendo una mujer joven para convertirse en un cantante profesional en Montpellier, donde conoció a Iliá Sats. Cuando Iliá fue exiliado a Irkutsk, Anna lo siguió y pronto dio a luz a Natalia. Posteriormente, los dos se casaron. La familia se mudó a Moscú en 1904, cuando Ilya Sats se convirtió en director musical del Teatro de Arte de Moscú (MAT).
Después de la Revolución de Octubre de 1917, el Comisario de Educación Anatoli Lunacharski propuso comenzar un teatro para niños, y el director de MAT, Konstantín Stanislavski, recomendó a Natalia Sats, de 15 años. Bajo la dirección de Lunacharski, Sats rápidamente comenzó a producir espectáculos de marionetas itinerantes en escenarios temporales alrededor de Moscú. Finalmente, el gobierno le dio un edificio de teatro en Moscú para sus actuaciones. Aquí se estableció como directora de escena y productora y comenzó a atraer la atención internacional. En 1931, el director Otto Klemperer la invitó a presentar Las bodas de Fígaro de Wolfgang Mozart en Buenos Aires y Falstaff de Giuseppe Verdi en Berlín.
En 1936, Sats encargó un trabajo que iba a cambiar la historia del espectáculo para los niños. Como directora del Teatro Infantil de Moscú, Sats deseaba producir una obra que presentara a los niños los instrumentos de la orquesta. Encargó a Serguéi Prokófiev la composición de Pedro y el lobo y trabajó estrechamente con él en su creación, aportando muchas ideas al libreto. Pedro y el lobo se estrenó en la Filarmónica de Moscú el 2 de mayo de 1936. Por enfermedad, Sats no pudo asistir a este estreno, que según Prokófiev no fue un éxito. Sin embargo, tres días después, Sats narró Peter and the Wolf en su primera actuación en el Teatro Infantil de Moscú. Esta segunda actuación resultó ser un gran éxito y puso en marcha el trabajo de forma eficaz. : 215–24  Peter and the Wolf, dedicado a Sats, alcanzó el éxito internacional. Ha sido grabado en numerosas ocasiones, y traducida a muchos idiomas. Sats continuó narrando las actuaciones de Pedro y el lobo durante el resto de su carrera.
El 21 de agosto de 1937, después del arresto de su esposo, el ministro de Comercio soviético Israel Veitser, Sats fue acusada en virtud del artículo 38 de "traidora a la patria por asociación", es decir, pariente de un traidor a la patria. Fue arrestada y llevada primero a la prisión de Lubianka y luego a la prisión de Butyrka. Ella se negó a firmar una confesión y fue sentenciada a cinco años en un campo de trabajo en Siberia.
Al final de sus cinco años de trabajos forzados, no se le permitió regresar a Moscú, pero fue exiliada a Alma-Ata (ahora Almaty, Kazajistán). Allí, en 1944, Sats escribió al Comité Central sobre la necesidad de un teatro para niños y jóvenes en la ciudad. El 6 de septiembre de 1944 se adoptó una resolución del Consejo de Comisarios del Pueblo y del Comité Central del Partido Comunista de Kazajistán "Sobre la organización del teatro de jóvenes espectadores en Alma-Ata". El 7 de noviembre de 1945 se inauguró el teatro con una producción dirigida por Sats.
Después de la muerte de Stalin en 1953, Sats fue completamente rehabilitada y regresó a Moscú en 1958. Aquí dirigió un teatro itinerante para niños. Finalmente, con el apoyo de colegas influyentes, pudo comenzar un nuevo teatro para niños en Moscú. En 1965, se inauguró el Teatro Musical para Niños. Su compañía de teatro viajó por el mundo, actuando en muchos países e idiomas.
Además de trabajar como dramaturga, directora y productora, Sats escribió tres libros, incluida una autobiografía Sketches from My Life, que fue traducida al inglés en 1985.
Por su trabajo, Sats recibió numerosos premios, entre ellos el Premio Estatal de la URSS (1972), el premio Artista del Pueblo de la URSS (1975), el Premio Lenin (1982), la medalla de Héroe del Trabajo Socialista (1983) y el Premio Lenin Komsomol (1985). Fue elegida miembro de la Unión de Escritores de la URSS en 1962.
Sats murió el 18 de diciembre de 1993 y fue enterrada en el cementerio Novodevichy de Moscú junto a su padre. El Teatro Musical para Niños y el Teatro Estatal para Niños en Almaty fueron rebautizados en su honor. La hija de Sats, Roksana Sats, continúa su trabajo en el teatro.